# غاريت مكنمارا
غاريت مكنمارا (بالإنجليزية: Garrett McNamara)‏ هو متركمج أمريكي، ولد في 10 أغسطس 1967 في بيتسفيلد في الولايات المتحدة.

## وصلات خارجية
- الموقع الرسمي
- غاريت مكنمارا على موقع EncyclopediaOfSurfing.com (الإنجليزية)
- غاريت مكنمارا على موقع IMDb (الإنجليزية)